# Leonardo De Amicis
Leonardo De Amicis (Roma, 1º gennaio 1963) è un direttore d'orchestra e compositore italiano.

## Biografia
Nato a Roma nel 1963 da genitori originari del Cicolano, è cresciuto a Corvaro di Borgorose, per poi trasferirsi a L'Aquila, dove ha frequentato il liceo scientifico. Al quarto anno ha dato l’esame per passare al conservatorio Alfredo Casella di Roma studiando organo e pianoforte. Dopo aver studiato per tre anni medicina all’università, ha deciso di votarsi alla musica.
A partire dagli anni Ottanta ha iniziato alcune collaborazioni con svariati artisti italiani, tra cui l'amico Riccardo Cocciante con cui, nel 1988, produce l'album Viva! in qualità di tastierista e curatore degli arrangiamenti. Negli anni seguenti si specializza in musica elettronica e porta avanti esperienze da produttore in giro per l'Europa e negli Stati Uniti d'America.
Nel 1999 viene convinto da Gianni Morandi a lavorare per lui a C’era un ragazzo su Rai 1. Nello stesso anno è selezionato da Radio Vaticana come compositore, direttore e produttore del disco-evento di papa Giovanni Paolo II Abbà Pater; nel corso del giubileo del 2000 è direttore d'orchestra per numerosi eventi, tra cui la Giornata mondiale della gioventù. A partire dal 2000, e fino al 2003, è inoltre referente artistico della direzione nazionale della Croce Rossa Italiana.
Nel 2001 lo showman Fiorello lo chiama per Stasera pago io su Rai 1. Nello stesso anno è direttore d'orchestra del concerto di Capodanno in piazza del Quirinale e del David di Donatello; sempre dal 2001, e fino al 2006, dirige l'orchestra durante la festa della Repubblica.
Vanta numerose collaborazioni televisive, soprattutto con la RAI: è direttore d'orchestra a Sanremo Giovani 2001 e membro della commissione a Sanremo 2004, ricevendo il premio Volare per il miglior arrangiamento con il brano Sei la vita mia di Mario Rosini. Al Festival ha diretto anche Riccardo Cocciante, Il Volo, ed i bambini di Ti lascio una canzone. 
Per la RAI, ha realizzato le musiche dei programmi diretti da Roberto Bolle La mia danza libera e Roberto Bolle danza con me. Ha inoltre curato gli arrangiamenti e diretto l'orchestra per i programmi Uno di noi con Gianni Morandi (2002), la ripresa televisiva del musical Notre Dame de Paris (2002), Music Farm con Simona Ventura, Sanremo Festa d'estate (2004), 50 Canzonissime con Carlo Conti, Vincenzo Salemme Show (2006), Amore con Raffaella Carrà (2006), L'anno che verrà (dal 2004 al 2010), I fuoriclasse (2007), Volami nel cuore (2008), Omaggio a Ornella Vanoni (2008), Grazie a tutti con Gianni Morandi (2009), Gigi, questo sono io con Gigi D'Alessio (2010), È stato solo un flirt (2012), Senza parole (2015), Standing Ovation con Antonella Clerici (2016), Sogno e son desto con Massimo Ranieri (2016). 
Dal 2008 al 2015 dirige l'orchestra per la RAI nel programma Ti lascio una canzone condotto da Antonella Clerici e dal 2010 al 2015 ne è anche direttore artistico. Nel 2012 è ideatore dell'evento Cocciante canta Cocciante, trasmesso su Rai 2 e replicato l'anno seguente. Dal 2013 è autore e direttore musicale delle prime tre edizioni di The Voice of Italy. Ha anche diretto l'orchestra e curato gli arrangiamenti nei concerto-evento Gianni Morandi Live in Arena con Gianni Morandi (2013), trasmesso poi su Canale 5 per Mediaset. Nel 2017, con Eugene Kohn, cura l'evento per i 10 anni dalla morte di Luciano Pavarotti dal titolo Pavarotti: un'emozione senza fine.
De Amicis ha inoltre composto le musiche per gli spettacoli teatrali Sola me ne vo di Mariangela Melato, Mi scappa da ridere di Michelle Hunziker e Le storie di Claudia (2016) con Claudia Gerini.
Nel 2014 è coautore del brano Tu primo grande amore con cui Vincenzo Cantiello ha vinto lo Junior Eurovision Song Contest 2014.
Dal 2020 al 2024 ricopre il ruolo di direttore musicale del Festival di Sanremo con Amadeus direttore artistico e conduttore.
Nel 2023 cura la parte musicale di Tutti i sogni ancora in volo, show di Massimo Ranieri, e di Italia Loves Romagna, concerto benefico per l’Emilia Romagna. Inizia il 2024 dirigendo l’orchestra de La Notte dei Miracoli - 800 anni del Presepe su Rai 1 e in autunno diventa il direttore d'orchestra de La Corrida sul Nove, ancora una volta al fianco di Amadeus. A inizio 2025 è a Ora o mai più, programma Rai condotto da Marco Liorni e per cui ha scelto i brani, scritto gli arrangiamenti e diretto l’orchestra. L’8 marzo 2025 partecipa alla puntata speciale di L'eredità - Serata Sanremo.
Il 31 luglio 2025 ha diretto l'orchestra sinfonica del Conservatorio dell'Aquila durante l'evento dei giovani italiani Tu sei Pietro, inserito nel programma del Giubileo dei giovani 2025 presso Piazza San Pietro.